# Álvaro Pintos

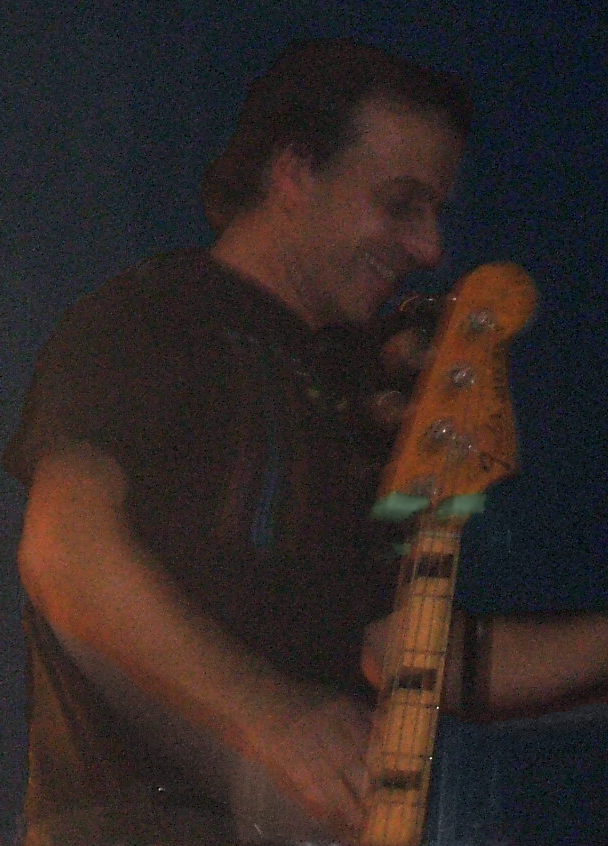
Alvin Pintos

Álvaro Alvin Pintos (n. Montevideo; 26 de febrer de 1964) és un músic uruguaià conegut principalment per ser el baterista del grup uruguaià de rock El Cuarteto de Nos, des de 1985 fins a l'actualitat. A més, va participar com a percussionista i baterista en altres formacions musicals, com Els Gaby's, i en bandes com El Parany i La Tabaré Riverock Banda.

## Biografia[1]

### Els inicis
Alvin va començar la seva marxa musical als set anys en un grup familiar anomenat Trio Los Teru Teru, format pel seu germà Ricardo Pintos (quatre anys major) i el seu amic Jorge Martinovic. On va actuar de manera pública no més que una vegada a causa de la marxa de l'últim i la forçada ruptura de la unió.
La seva ràpida iniciació al món de la música i l'espectacle va permetre establir unes arrels folcklòriques que ressorgirien en la seva maduresa, però durant l'adolescència van néixer els primers besllums de rock. Ricardo va comprar una guitarra elèctrica i en conseqüència Alvin s'ocupà de la bateria.
A l'edat de 12 anys Álvaro Pintos va començar la seva formació de percussió al Centro Musical Moderno i havent tornat Jorge Martinovic, van decidir afegir a Leo Gianetto i crear la banda Fancy en 1976. Més tard s'afegiria com a cantant Fernando Iraola.

#### Fancy i Mantis
La primera oportunitat real per a la banda es va presentar aquest mateix any, en un certamen nacional de música anomenat Estudiantina 76, dirigit pel poeta i periodista Ignacio Suárez. Però unes desafortunades proves d'admissió van deixar al grup fora de joc. No obstant això el grup no es va rendir, i després d'una rentada de cara i canvi de nom ara es dirien Mantis. En l'edició del 77, no només es van portar el primer lloc en la categoria Rock sinó que a més van sobrepassar a la resta en el ránking de popularitat, incloent a un grup format pels germans Musso amb els quals uniria camins anys més tard.
El lleuger creixement mediàtic de la banda de Alvin i companyia va significar la sortida de Leo Gianetto, que marxaria a Espanya a seguir la seva carrera musical. El seu lloc ho ocuparien Julio Pereda, tecladista i Nino Ibáñez, cantant. Després d'una aturada artística d'un any, Mantis va reiniciar el seu projecte musical participant en el Primer Festival de Canto Popular a La Paz, tornant a creuar camí amb els germans Musso, aquesta vegada ja amb Santiago Tavella en les seves files. Les actuacions van tornar a cessar després que Jorge Martinovic fos apresat per una dictadura en decadència que pretenia mantenir el poder i l'ordre establert.

### El Cuarteto de Nos[3]
Va ser aquí on Alvin va començar, (i seguiria fins a l'actualitat) a fer classes de bateria i va guanyar popularitat en l'àmbit musical local. Noves oportunitats van aparèixer quan un amic seu, Leonardo Baroncini li va indicar que necessitava ser suplert en una de les seves bandes. Va ser llavors quan li va presentar als ja esmentats Roberto i Ricardo Musso i a Santiago Tavella ja conglomerats sota el nom El Cuarteto de Nos.
Els inicis d'Álvaro Pintos en la banda uruguaiana van venir marcats per la presentació del disc “Otra navidad en las trincheras” amb el qual van guanyar un “Doble Platino”
No obstant això, va seguir també amb els seus projectes a part, i en 1985, ja amb el control d'una versió primigènia de l'ara estudi “Elepé”, Riki Musso, Andrea Davidovics, Javier Silveira i ell, van ser reunits per Tabaré Rivero. Aquest dia es formaria la Tabaré Riverock Banda, projecte que abandonarien tant ell com Riki poc després de la publicació del primer disc “Sigue siendo Rock and Roll” (1987).
Però tant ell com el Cuarteto de Nos van guanyar popularitat arran de la polèmica cançó “El dia que Artigas se emborrachó”, fent referència al militar uruguaià José Gervasio Artigas. Ell juntament dels altres integrants del grup va ser denunciat pel Ministeri d'Educació i Cultura en 1996 i encara que el judici va quedar nul, la suposada injúria va ser portada davant tribunal militar. Com a conseqüència, el disc es va catalogar com no apte per a menors de 18 anys i va ser vetat en la ràdio durant l'horari de protecció al menor. Està registrat com un dels únics intents de censura a Uruguai després de la dictadura.

### La Trampa
En 1997, Pintos va començar la seva etapa en La Trampa, clients de l'estudi Elepé que es varen quedar sense bateria poc abans de gravar el seu segon disc. Així van començar 10 anys en els quals compartiria escenari tant amb ells com amb el Quartet d'Ens. Al moment de fer el pas de fer la primera gira continental, en 2007 amb el Quartet, Alvin va abandonar La Trampa.
A part de la seva funció en la percussió del Cuarteto de Nos, fa cors en algunes cançons i fins i tot exerceix com a veu principal en un tema, "Yo soy Alvin, el batero". A més, dicta classes de bateria a Montevideo i a Buenos Aires i manté la seva pròpia sala d'enregistrament, Estudi Elepe.

## Cuarteto de Nos
Article principal: El Cuarteto de Nos

### Discografia
- El Cuarteto de Nos / Alberto Wolf (compartit amb Alberto Wolf. Ayuí / Tacuabé a/e44k. - 1984) (En aquest disc el bateria fou Leonardo Baroncini)
- Soy una arveja (Orfeo SULP 90856 - 1986) (Aquest es el primer disc de la banda amb Álvin Pintos com bateria)
- Emilio García (Orfeo - 1988)
- Canciones del corazón (Orfeo 91106-4 - 1991)
- Otra navidad en las trincheras (Ayuí / Tacuabé ae126cd - 1994)
- Barranca abajo (Ayuí / Tacuabé ae141cd - 1995)
- La misma porquería (Orfeo - álbum recopilatori - 1996)
- El tren bala (Manzana verde - 1996)
- Revista ¡¡Ésta!! (BMG - 1998)
- Cortamambo (Koala records - 2000)
- El Cuarteto de Nos (Bizarro Records 3126-2 - 2004)
- Raro (Bizarro Records 3476-2 - 2006)
- Bipolar (Warner Music - 2009)
- Porfiado (Warner Music - 2012)
- Habla tu espejo (Warner Music - 2014)
- Apocalipsis Zombi (Sony Music - 2017)

### Premis i nominacions (ambEl Cuarteto de Nos)
- 2007 - Premio Grafiti de la música uruguaiana - Cançó de l'any "Yendo a la casa de Damián"
- 2007 - Latin Grammy - Nominat per "Yendo a la casa de Damián"
- 2010 - Premio Graffiti de la música uruguaiana - Cançó de l'any "El hijo de Hernández"
- 2010 - Latin Grammy - Nominat per "El hijo de Hernández"
- 2010 - Premis Gardel de la música argentina - Nominat per "El hijo de Hernández"
- 2012 - Premis Latin Grammy - Nominat per "Millor àlbum pop/rock" - Guanyador per "Porfiado"
- 2012 - Premis Latin Grammy - Nominat per "millor cançó de rock" - Guanyador per "Cuando sea grande"

## La Trampa
Article principal: La Trampa

### Discografia
- Toca y obliga (Orfeo. 1994) (bateria: Daniel González)
- Calaveras (Ayuí. 1997) (primer disc amb Álvaro Pintos com bateria)
- Resurrección (Koala Records. 1999)
- Caída libre (Koala Records. 2002)
- Frente a frente (Koala Records. 2003)
- Laberinto (Koala Records. 2005) (últim disc amb Álvaro Pintos com bateria)
- El mísero espiral de encanto (Bizarro Records 2008) (baterista: Irvin Carballo)